# Планковская длина
Пла́нковская длина́ (обозначаемая {\displaystyle \ell _{P}}) — величина размерности длины, составленная из фундаментальных констант — скорости света, постоянной Планка и гравитационной постоянной:
{\displaystyle \ell _{P}={\sqrt {\frac {\hbar G}{c^{3}}}}},
где:
ħ — постоянная Дирака {\displaystyle {\frac {h}{2\pi }}}, где h — постоянная Планка
G — гравитационная постоянная,
c — скорость света в вакууме.
С точностью до числового множителя, такая комбинация единственна, поэтому она считается естественной единицей длины. Входит в планковскую систему единиц.
Численно планковская длина равна
{\displaystyle \ell _{P}=1,616255(18)\cdot 10^{-35}{\text{ м.}}}
Две последние цифры в скобках означают неопределённость (стандартное отклонение) последних двух разрядов.
Считается, что планковская длина (и связанное с ней планковское время) определяют масштабы, на которых современные физические теории перестают работать: геометрия пространства-времени, предсказываемая общей теорией относительности, на расстояниях порядка планковской длины и меньших теряет смысл из-за квантовых эффектов. Предполагается, что явления природы на этих масштабах должна адекватно описывать некая гипотетическая, до настоящего времени не сформулированная, теория, объединяющая общую теорию относительности и квантовую механику, — квантовая гравитация.
Планковская длина связана с гипотезой о квантовании пространства-времени — предположением о том, что пространство-время дискретно; в одном из вариантов этой гипотезы минимальное возможное расстояние между точками пространства — величина порядка {\displaystyle \ell _{P}}.

## Теоретическая значимость
Планковская длина — это масштаб длины, на котором квантовая гравитация становится актуальной. Планковская длина приблизительно равна размеру чёрной дыры, где квантовые и гравитационные эффекты находятся в одном масштабе: длина волны Комптона и радиус Шварцшильда одинаковы.
Основную роль в квантовой гравитации должен будет играть принцип неопределенности {\displaystyle \Delta r_{g}\Delta r\geq \ell _{P}^{2}}, где {\displaystyle r_{g}} — гравитационный радиус, {\displaystyle r} — радиальная координата, {\displaystyle \ell _{P}} — планковская длина. Этот принцип неопределенности является ещё одной формой принципа неопределенности Гейзенберга между импульсом и координатой применительно к шкале Планка. Действительно, это соотношение можно записать следующим образом: {\displaystyle \Delta (2Gm/c^{2})\Delta r\geq G\hbar /c^{3}}, где {\displaystyle G} — гравитационная постоянная, {\displaystyle m} — масса тела, {\displaystyle c} — скорость света, {\displaystyle \hbar } — приведенная постоянная Планка. Сокращая одинаковые константы с двух сторон, мы получаем принцип неопределенности Гейзенберга {\displaystyle \Delta (mc)\,\Delta r\geq \hbar /2}. В релятивистской физике в системе отсчёта, покоящейся относительно микрообъекта, существует минимальная погрешность измерения его координат {\displaystyle \Delta r\sim \hbar /mc}. Этой погрешности отвечает неопределённость импульса {\displaystyle \Delta p\sim mc}, соответствующая минимальной пороговой энергии для образования пары частица-античастица, в результате чего сам процесс измерения теряет смысл.
Принцип неопределенности {\displaystyle \Delta r_{g}\Delta r\geq \ell _{P}^{2}} предсказывает появление виртуальных черных дыр и кротовых нор (квантовой пены) в масштабе Планка.
Доказательство: уравнение для инвариантного интервала {\displaystyle dS} в решении Шварцшильда имеет вид
{\displaystyle dS^{2}=\left(1-{\frac {r_{g}}{r}}\right)c^{2}dt^{2}-{\frac {dr^{2}}{1-{r_{g}}/{r}}}-r^{2}(d\Omega ^{2}+\sin ^{2}\Omega d\varphi ^{2})}
Подставим, согласно соотношению неопределенностей {\displaystyle r_{g}\approx \ell _{P}^{2}/r}. Мы получим
{\displaystyle dS^{2}\approx \left(1-{\frac {\ell _{P}^{2}}{r^{2}}}\right)c^{2}dt^{2}-{\frac {dr^{2}}{1-{\ell _{P}^{2}}/{r^{2}}}}-r^{2}(d\Omega ^{2}+\sin ^{2}\Omega d\varphi ^{2})}
Видно, что в масштабе Планка {\displaystyle r=\ell _{P}} инвариантный интервал {\displaystyle dS} в специальной и общей теории относительности ограничен снизу длиной Планка (появляется деление на ноль), что означает образование реальных и виртуальных планковских черных дыр.
Пространственно-временная метрика {\displaystyle g_{00}=1-\Delta g\approx 1-\ell _{P}^{2}/(\Delta r)^{2}} флуктуирует и генерирует квантовую пену. Эти флуктуации {\displaystyle \Delta g\sim \ell _{P}^{2}/(\Delta r)^{2}} в макромире и в мире атомов очень малы по сравнению с {\displaystyle 1} и становятся заметными только в планковском масштабе. Лоренц-инвариантность нарушена в планковском масштабе. Формула для флуктуаций гравитационного потенциала {\displaystyle \Delta g\sim \ell _{P}^{2}/(\Delta r)^{2}} согласуется с соотношением неопределенностей Бора — Розенфельда {\displaystyle \Delta g\,(\Delta r)^{2}\gtrsim \ell _{P}^{2}}. Из-за малости значения {\displaystyle \ell _{P}^{\,2}/(\Delta r)^{2}} формула для инвариантного интервала {\displaystyle dS} в специальной теории относительности всегда записывается в метрике Галилея {\displaystyle (+1,-1,-1,-1)}, что на самом деле не соответствует действительности. Правильная формула должна учитывать флуктуации метрики пространства-времени {\displaystyle \Delta g} и наличие виртуальных черных дыр и кротовых нор (квантовой пены) на расстояниях планковского масштаба. Игнорирование этого обстоятельства приводит к ультрафиолетовым расходимостям в квантовой теории поля. Квантовые флуктуации в геометрии накладываются на крупномасштабную медленно меняющуюся кривизну, предсказываемую классической детерминированной общей теорией относительности. Классическая кривизна и квантовые флуктуации сосуществуют друг с другом.
Следствие: черные дыры Планка с массой {\displaystyle 10^{-5}}g могут не «испаряться», но быть устойчивыми образованиями — максимонами {\displaystyle (\Delta r_{g}>0)}. Вся масса чёрной дыры «испарится» за исключением той её части, которая связана с энергией нулевых, квантовых колебаний вещества чёрной дыры. Такие колебания не повышают температуру объекта и их энергия не может излучиться. Альтернативой этому процессу может быть «испарение» макроскопических черных дыр до размеров Планка, а затем их исчезновение в море виртуальных черных дыр.
Любая попытка исследовать возможное существование более коротких расстояний путем столкновения с более высокими энергиями неизбежно приведет к образованию черных дыр. Столкновения с более высокими энергиями не будут разделять материю на более мелкие части, но просто породят большие черные дыры. Уменьшение {\displaystyle \Delta r} приведет к увеличению {\displaystyle \Delta r_{g}} и наоборот. Последующее увеличение энергии приведет к появлению более крупных черных дыр с худшим, а не лучшим разрешением. Поэтому планковская длина — это минимальное расстояние, которое можно исследовать.
Планковская длина накладывает практические ограничения на текущую физику. Для измерения расстояний планковской длины потребуется частица с планковской энергией, примерно в четыре квадриллиона раз большей, чем ей способен придать Большой адронный коллайдер.

## Связь комптоновской длины волны с радиусом Шварцшильда
Частица массой {\displaystyle m} имеет приведённую комптоновскую длину волны
{\displaystyle {\overline {\lambda }}_{\text{C}}={\frac {\lambda _{\text{C}}}{2\pi }}={\frac {\hbar }{mc}}.}
С другой стороны, радиус Шварцшильда той же частицы равен
{\displaystyle r_{g}={\frac {2Gm}{c^{2}}}=2\,{\frac {G}{c^{3}}}\,mc.}
Произведение этих величин всегда постоянно и равно
{\displaystyle r_{g}{\overline {\lambda }}_{\text{C}}=2\,{\frac {G}{c^{3}}}\,\hbar =2\ell _{P}^{2}.}

## Планковская длина иевклидова геометрия
Гравитационное поле совершает нулевые колебания, и связанная с ним геометрия тоже колеблется. Отношение длины окружности к радиусу колеблется около евклидова значения: чем меньше масштаб, тем большими становятся отклонения от евклидовой геометрии. Оценим порядок длины волны нулевых гравитационных колебаний, при которой геометрия становится совсем не похожей на евклидову. Степень отклонения {\displaystyle \zeta } геометрии от евклидовой в гравитационном поле определяется отношением гравитационного потенциала {\displaystyle \varphi } и квадрата скорости света {\displaystyle c} : {\displaystyle \zeta =\varphi /c^{2}}. Когда {\displaystyle \zeta \ll 1}, геометрия близка к евклидовой; при {\displaystyle \zeta \sim 1} всякое сходство исчезает. Энергия колебания масштаба {\displaystyle l} равна {\displaystyle E=\hbar \nu \sim \hbar c/l} ({\displaystyle c/l} — порядок частоты колебаний). Гравитационный потенциал, создаваемый массой {\displaystyle m}, на такой длине есть {\displaystyle \varphi =Gm/l}, где {\displaystyle G} — постоянная всемирного тяготения. Вместо {\displaystyle m} следует подставить массу, которой, согласно формуле Эйнштейна, соответствует энергия {\displaystyle E} ({\displaystyle m=E/c^{2}}). Получаем {\displaystyle \varphi =GE/l\,c^{2}=G\hbar /l^{2}c}. Разделив это выражение на {\displaystyle c^{2}}, получим величину отклонения {\displaystyle \zeta =G\hbar /c^{3}l^{2}=\ell _{P}^{2}/l^{2}}. Приравняв {\displaystyle \zeta =1}, найдем ту длину, на которой полностью искажается евклидова геометрия. Она равна планковской длине {\displaystyle \ell _{P}={\sqrt {G\hbar /c^{3}}}\approx 10^{-35}} м.
Как отмечалось у Редже (1958), «для области пространства-времени с размером {\displaystyle l} неопределенность символов Кристоффеля {\displaystyle \Delta \Gamma } должна быть порядка {\displaystyle \ell _{P}^{2}/l^{3}}, а неопределенность метрического тензора {\displaystyle \Delta g} — порядка {\displaystyle \ell _{P}^{2}/l^{2}}. Если {\displaystyle l} макроскопическая длина, квантовые ограничения фантастически малы, и ими можно пренебречь даже в атомных масштабах. Если значение {\displaystyle l} сравнимо с {\displaystyle \ell _{P}}, то содержание бывшей (обычной) концепции пространства становится все более и более трудным и влияние микрокривизны становится очевидным». Гипотетически это может означать, что пространство-время становится квантовой пеной в масштабе Планка.

## Квантование пространства и планковская длина
В середине XX века гипотеза о квантовании пространства-времени на пути объединения квантовой механики и общей теории относительности привела к предположению о том, что существуют ячейки пространства-времени с минимально возможной длиной, равной фундаментальной длине. Согласно этой гипотезе, степень влияния квантования пространства на проходящий свет зависит от размеров ячейки. Для исследования необходимо интенсивное излучение, прошедшее как можно большее расстояние. Поток электромагнитного излучения (фотонов) от точечных объектов (звезд, галактик), прежде чем добраться до наблюдателя, должен многократно «преодолеть» масштаб планковского времени, в результате чего его скорость будет слегка меняться, так что изображение объекта окажется искаженным. И чем дальше расположен объект, тем больше таких искажений, обусловленных «ячеистой» природой пространства и времени, накопится к тому моменту, когда его свет достигнет земного наблюдателя. Этот эффект приведет к «размазыванию» изображения объекта. В настоящее время группа учёных воспользовалась данными съёмки гамма-всплеска GRB 041219A, осуществлённой с европейского космического телескопа Integral. Гамма-всплеск GRB 041219A вошёл в 1 % самых ярких гамма-всплесков за весь период наблюдения, а расстояние до его источника составляет не менее 300 миллионов световых лет. Наблюдение «Интеграла» позволило ограничить сверху размер ячейки на несколько порядков точнее, чем все предыдущие опыты такого плана. Анализ данных показал, что если зернистость пространства вообще существует, то она должна быть на уровне 10−48 метра или меньше. Выяснилось, что «размазывания» изображений объектов не удается обнаружить вообще. Изображения объектов оказались совершенно резкими. По мнению ученых, это противоречит гипотезе о квантовой природе пространства-времени в микромасштабах. Возможно, нечетких изображений удаленных объектов и вовсе не должно быть. О полной дискредитации теории квантования пространства и времени говорить ещё, конечно, рано. У теоретиков в запасе есть, по меньшей мере, два варианта объяснения странного факта. Первый вариант исходит из того, что на микроуровне — в планковском масштабе — пространство и время варьируются одновременно друг с другом, так, что скорость распространения фотонов при этом не меняется. Второе объяснение предполагает, что неоднородности скорости определяются не планковской длиной, а её квадратом (порядка {\displaystyle 10^{-66}} см²), так что эти неоднородности становятся неизмеримо малыми. Второй вариант согласуется с разделами 1-3 настоящей статьи. Действительно, в поле тяжести координатная скорость света изменяется, вследствие чего световые лучи искривляются. Если мы обозначим через {\displaystyle c} физическую скорость света в начале координат, то координатная скорость света {\displaystyle c_{k}} в некотором месте с гравитационным потенциалом {\displaystyle \varphi } будет равна {\displaystyle c_{k}\approx c(1+\varphi /c^{2})}. Но тогда, как было показано выше, на планковском масштабе {\displaystyle c_{k}\approx c(1-\ell _{P}^{2}/l^{2})}. То есть флуктуации скорости света {\displaystyle \Delta c\approx c\ell _{P}^{2}/l^{2}} определяются не планковской длиной, а квадратом планковской длины и потому являются неизмеримо малыми. Например, если длина волны видимого света {\displaystyle \lambda \approx 10^{-5}}см, то в этом случае отношение {\displaystyle \ell _{P}^{2}/\lambda ^{2}=10^{-66}/10^{-10}=10^{-56}} будет меньше отношения {\displaystyle \ell _{P}/\lambda =10^{-33}/10^{-5}=10^{-28}}  на 28 порядков.